# Clive Revill
Clive Revill (n. 18 aprilie 1930, Wellington, Noua Zeelandă – d. 11 martie 2025) a fost un actor de film.

## Filmografie

### Filme de cinema
| An   | Titlu                                         | Rol                        | Note                 |
| ---- | --------------------------------------------- | -------------------------- | -------------------- |
| 1956 | Reach For The Sky                             | Ward Orderly               | nemenționat          |
| 1965 | Bunny Lake Is Missing                         | Sergeant Andrews           |                      |
| 1966 | A Fine Madness                                | Dr. Menken                 |                      |
| 1966 | Italian Secret Service                        | Charles Harrison           |                      |
| 1966 | Kaleidoscope                                  | Inspector McGinnis         |                      |
| 1966 | Modesty Blaise                                | McWhirter                  |                      |
| 1967 | Fathom                                        | Serapkin                   |                      |
| 1967 | The Double Man                                | Frank Wheatly              |                      |
| 1968 | Nobody Runs Forever                           | Joseph                     |                      |
| 1968 | The Shoes of the Fisherman                    | Tovarich Vucovich          |                      |
| 1969 | The Assassination Bureau                      | Cesare Spado               |                      |
| 1970 | The Buttercup Chain                           | George                     |                      |
| 1970 | The Private Life of Sherlock Holmes           | Rogozhin                   |                      |
| 1970 | A Severed Head                                | Alexander Lynch-Gibbon     |                      |
| 1972 | Avanti!                                       | Carlo Carlucci             |                      |
| 1973 | The Legend of Hell House                      | Dr. Barrett                |                      |
| 1974 | The Black Windmill                            | Alf Chestermann            |                      |
| 1974 | The Little Prince                             | The Businessman            |                      |
| 1975 | One of Our Dinosaurs Is Missing               | Quon                       |                      |
| 1976 | The Great Houdini                             | Dundas Slater              |                      |
| 1980 | The Empire Strikes Back                       | The Emperor                | Voce                 |
| 1981 | Zorro, The Gay Blade                          | Garcia                     |                      |
| 1986 | The Transformers: The Movie                   | Kickback                   | Voce                 |
| 1987 | Rumpelstiltskin                               | King Mezzer                |                      |
| 1993 | The Thief and the Cobbler                     | King Nod                   |                      |
| 1995 | Delta of Venus                                | Crainic radio              | Voce                 |
| 2002 | Return to Never Land                          | Elderly Officer / Narrator |                      |
| 2003 | 101 Dalmatians II: Patch's London Adventure   |                            | Voce Direct-to-video |
| 2004 | Mickey's Twice Upon a Christmas               | Narator                    | Voce Direct-to-video |
| 2012 | Tom and Jerry: Robin Hood and His Merry Mouse | King Richard and Referee   | Voce Direct-to-video |
| 2016 | The Queen of Spain                            | John Ford                  |                      |

### Filme de televiziune
| An        | Titlu                                         | Rol                                                      | Note                                              |
| --------- | --------------------------------------------- | -------------------------------------------------------- | ------------------------------------------------- |
| 1957      | The Adventures of Robin Hood                  | Horatio                                                  | Episodul: "Too Many Earls"                        |
| 1975      | Churchill's People                            | King Henry II                                            | Episodul: "A Sprig of Broom"                      |
| 1977      | The New Avengers                              | Mark                                                     | Episodul: "Dead Men are Dangerous"                |
| 1978      | Columbo                                       | Joe Devlin                                               | Sezonul 7, Episodul 5: "The Conspirators"         |
| 1978      | Centennial                                    | Finlay Perkin                                            | 3 episoade                                        |
| 1979      | She's Dressed to Kill                         | Victor De Salle                                          | film TV                                           |
| 1983      | Wizards and Warriors                          | Wizard Vector                                            | 8 episoade                                        |
| 1984      | George Washington                             | Lord Loudoun                                             | 3 episoade                                        |
| 1984      | Snorks                                        | Dr. Galio Seaworthy                                      | 60+ episoade                                      |
| 1985      | Murder, She Wrote                             | Jonathan Hawley                                          | Sezonul 1, Episodul 13, "Murder to a Jazz Beat"   |
| 1984      | Alvin and the Chipmunks                       | (voce)                                                   | 13 episoade                                       |
| 1984      | The New Scooby and Scrappy-Doo Show           | voci suplimentare                                        | Episodul: "Happy Birthday, Scooby-Doo"            |
| 1984      | Dragon's Lair                                 | Storyteller (voce)                                       | Episodul: "Tale of the Enchanted Gift"            |
| 1984–1986 | Transformers                                  | Kickback (voce)                                          | 5 episoade                                        |
| 1986      | The Twilight Zone                             | Agent                                                    | Episodul: "Personal Demons"                       |
| 1986      | Magnum PI                                     | Walter "Inky" Gilbert                                    | Episode: "I Never Wanted To Go to France, Anyway" |
| 1986      | Pound Puppies                                 | Dumas / Lord Belveshire (voce)                           | 2 episoade                                        |
| 1987      | Mighty Mouse: The New Adventures              | (voce)                                                   | 6 episoade                                        |
| 1987      | DuckTales                                     | Shedlock Jones (voce)                                    | Episodul: "Dr Jekyll & McDuck"                    |
| 1989–1990 | Paddington Bear                               | voci suplimentare                                        | 2 episoade                                        |
| 1990      | Midnight Patrol: Adventures in the Dream Zone | Potsworth (voce)                                         | 13 episoade                                       |
| 1990      | Tiny Toon Adventures                          | Shakespeare (voce)                                       | Episodul: "Weirdest Story Ever Told"              |
| 1991      | Star Trek: The Next Generation                | Sir Guy of Gisborne                                      | Episodul: "Qpid"                                  |
| 1991–1993 | The Legend of Prince Valiant                  | The Mighty Om (voce)                                     | 3 episoade                                        |
| 1992      | Batman: The Animated Series                   | Alfred Pennyworth (voce)                                 | 3 episoade                                        |
| 1993      | The Little Mermaid                            | Sorcerer Blowfish (voce)                                 | 2 episoade                                        |
| 1994      | Babylon 5                                     | Trakis                                                   | Episodul: "Born to the Purple"                    |
| 1995      | Freakazoid!                                   | Spanger, Baffeardin, Hermil Sioro (voce)                 | 3 episoade                                        |
| 1996      | Adventures from the Book of Virtues           | King Midas / The Minister (voce)                         | Episodul: "Self-Discipline"                       |
| 1996      | The Real Adventures of Jonny Quest            | Hunter No. 1 / Trench Harpooner / Medical Officer (voce) | 2 episoade                                        |
| 1996      | Lois & Clark: The New Adventures of Superman  | Sorcerer                                                 | Episodul: "Soul Mates"                            |
| 1997      | Step by Step                                  | Profesor Robert Nesler                                   | Episodul: "Talking Trash"                         |
| 1997      | Johnny Bravo                                  | W (voce)                                                 | Episodul: "Bravo, James Bravo"                    |
| 1998      | Pinky and the Brain                           | King Claudius                                            | Episodul: "Brainie the Poo/Melancholy Brain"      |
| 1998      | Godzilla: The Series                          | Hustus McPhil (voce)                                     | Episodul: "DeadLoch"                              |
| 2002      | Fillmore!                                     | Shop Owner                                               | 1 episode                                         |
| 2004      | Rugrats: All Grown Up                         | Moderator (voce)                                         | Episode: "Susie's Choice"                         |
| 2011–2012 | Secret Mountain Fort Awesome                  | Helmet Head, Wise One (voce)                             | 3 episoade                                        |

### Jocuri video
| Anul | Titlu                                    | Rol                                            | Note              |
| ---- | ---------------------------------------- | ---------------------------------------------- | ----------------- |
| 1993 | Star Wars: X-Wing                        | General Dodonna                                | [ 7 ]             |
| 1995 | The Jungle Book                          | Bagheera                                       |                   |
| 1996 | Star Wars: X-Wing vs. TIE Fighter        | Imperial Officer #2                            | Clive Revel       |
| 2001 | Conquest: Frontier Wars                  | Hawkes                                         |                   |
| 2003 | The Hobbit                               | Thorin                                         | [ 7 ]             |
| 2004 | The Bard's Tale                          |                                                |                   |
| 2006 | Gothic 3                                 | Rhobar                                         | dublaj în engleză |
| 2006 | Marvel: Ultimate Alliance                | Dr. Doom                                       | [ 7 ]             |
| 2007 | Jeanne d'Arc                             | Duke of Bedford                                | English Dub       |
| 2007 | Pirates of the Caribbean: At World's End | British Officers                               |                   |
| 2009 | Transformers: Revenge of the Fallen      | Jetfire                                        | [ 7 ]             |
| 2011 | Star Wars: The Old Republic              | Admiral Davos / Admiral Riserre / Darth Gravus |                   |

### Altele
- Peter Pan's Flight (1955)